# Jahii Carson
Pour les articles homonymes, voir Carson.
Jahii Carson, né le 31 août 1992, est un joueur américain de basket-ball originaire de Mesa en Arizona

## Biographie
Né le 31 août 1992 à Phoenix en Arizona de l'union de Jonathan et Vanae Carson, Jahii Carson est initié dés son plus jeune âge au basket-ball par ses parents, tous deux anciens joueurs. Il intègre l'équipe du Mesa High School, où il jouera jusqu'en 2011 avant de rejoindre les Sun Devils de l'Arizona State University. Bien que ses résultats exceptionnels (une moyenne de 32,2 points par match) lui auraient permis d'intégrer d'autres équipes, Jahii Carson a confié avoir fait ce choix par attachement pour l'Arizona.
Il est cependant déclaré inéligible pour jouer avec Arizona State sur la saison 2011-2012 par la NCAA, pour "raison académique".
En 2024, il est récruté par les ART Giants de Düsseldorf, en Allemagne.